# Nikita Olegowitsch Medwedew
Nikita Olegowitsch Medwedew (russisch Никита Олегович Медведев; * 17. Dezember 1994 in Ischewsk) ist ein russischer Fußballtorwart.

## Karriere
Medwedew begann seine Karriere bei Senit Ischewsk. Zur Saison 2013/14 rückte er in den Kader der ersten Mannschaft von Ischewsk. Für Senit kam er in jener Spielzeit zu 15 Einsätzen in der drittklassigen Perwenstwo PFL. In der Saison 2014/15 absolvierte er 25 Drittligapartien. Nach weiteren vier Einsätzen in der Saison 2015/16 wechselte er im Februar 2016 zum Erstligisten FK Rostow. In Rostow war er zunächst hinter Soslan Dschanajew zweiter Tormann und kam bis Saisonende zu keinem Einsatz.
Sein Debüt in der Premjer-Liga gab er schließlich im September 2016 gegen Krylja Sowetow Samara. Nachdem sich Dschanajew im November 2016 schwer verletzt hatte, übernahm Medwedew seinen Platz als Einsertormann. Medwedew stellte prompt den Rekord für die längste gegentorfreie Zeit in der Premjer-Liga auf: Ab dem 1:0-Siegtreffer von Ural Jekaterinburg am 16. Spieltag in der 38. Minute bis zum Ende der Serie durch den 1:0-Siegtreffer Arsenal Tulas am 27. Spieltag blieb er insgesamt 989 Minuten lang ohne Gegentreffer, wodurch er die vorherige Bestmarke von Ruslan Nigmatullin (939 Minuten) aus der Saison 1999/2000 übertraf. Bis Saisonende kam er insgesamt 17 Mal zum Einsatz für Rostow.
Zur Saison 2017/18 wechselte er zum Ligakonkurrenten Lokomotive Moskau. Bei Lok war er jedoch hinter Guilherme und Anton Kotschenkow drei Saisonen lang nur dritter Torwart und kam nur zweimal zum Einsatz, jeweils einmal in der UEFA Europa League und im Cup. Im August 2020 wechselte er innerhalb der Premjer-Liga zu Rubin Kasan. Für Rubin kam er zu fünf Erstligaeinsätzen, ehe er am Ende der Saison 2021/22 mit den Tataren aus der Premjer-Liga abstieg. Zu Beginn der Saison 2022/23 kam er noch zu einem Einsatz in der Perwenstwo FNL, ehe er im Juli 2022 zurück zum Erstligisten Rostow wechselte. Dort war er in der Saison 2022/23 Ersatztorwart hinter Sergei Pessjakow und kam nie zum Einsatz. In der Saison 2023/24 war er ebenfalls Ersatz hinter Pessjakow und hütete achtmal das Tor in der Premjer-Liga.
Zur Saison 2024/25 wechselte Medwedew zum Ligakonkurrenten FK Nischni Nowgorod.